# Лапас
Лапас — село в Харабалинском районе Астраханской области Российской Федерации входит в состав Хошеутовского сельсовета.
По данным опросных листов за 1905 год, основано около 1850 года ногайцами-карагашами, переселённые  из села Сеитовка Красноярского уезда. В 1938 в село переселили жителей из нескольких других посёлков. Проживают ногайцы, казахи, русские и несколько семей чеченцев.

## История
Согласно данным опросных листов 1905 года, село было основано около 1850 года ногайцами-карагашами, переселившимися из Сеитовки. Название предположительно происходит от фонетической адаптации поселенцами русского слова «лабаз», обозначающего навес или склад, поскольку на территории села когда-то располагались конные загоны казачьих полков.
В годы коллективизации в Лапасе был образован колхоз «Ялкон», в 1951 году он был объединён с колхозами «XI годовщина Октября» села Ахтубинка и «1 августа» села Хошеутово, новообразованный колхоз получил название «Заря коммунизма».

### Городище Лапас
Городище Лапас — общепринятое среди исследователей название городища Ак-Сарай, к северу от села Лапас, на левом берегу протоки Большой Ашулук реки Ахтубы. Официальное название — «Городище Ак-Сарай и развалины феодального замка Давлет-хана». Комплекс развалин мавзолеев, предположительно ханов Золотой Орды Берке, Узбека, Джанибека и Бердибека. Не исключается существование захоронения самого Бату и других ханов доисламского времени. Вопрос о том, кому принадлежат восемь менее крупных мавзолеев и как они датируются, остаётся открытым.
На карте братьев Пицигани (1367) здесь находится условный знак в виде мусульманского мавзолея. Пояснительная надпись: «Гробницы императоров, умерших в районе Сарайской реки». На карте Фра-Мауро (1459) также обозначено место, названное «Sepultura imperial» («Императорские захоронения»). Это место охранялось стражей, не пропускавшей никого под страхом наказания или смерти.
В 1930-е годы руины стен мавзолеев были разобраны жителями села Хошеутово на хозяйственные нужды.
В 1960-е годы поставлено на государственную охрану директором Астраханского государственного краеведческого музея В. А. Филипченко.
В 1990-е годы проводились планомерные рекогносцировочные работы отрядом Поволжской Археологической экспедиции ИА РАН под руководством В. В. Дворниченко. В частности, было найдено около 100 монет, в основном периода с 1312 по 1342 (времена правления хана Узбека). Эти исследования были прерваны, не сложились отношения с областными властями.
В 2000 году, в связи с прокладкой газопровода, на городище производились археолого-этнографические исследования под руководством Д. В. Васильева (комплексная экспедиция Астраханского педуниверситета «Наследие»).
Охранная зона городища начинается непосредственно от северной окраины села Лапас и тянется вдоль по берегу на север на расстояние около 1,5 км и на 2,25 км на восток. Пересекается автодорогой Волгоград-Астрахань. По территории городища в центральной части охранной зоны около 2000 года проложены два газо- и нефтепровода высокого давления, технические службы которых также располагаются на территории городища.

## Население
| 2002 | 2010 | 2011 | 2012 | 2013 | 2014 |
| ---- | ---- | ---- | ---- | ---- | ---- |
| 586  | ↗664 | ↗683 | →683 | ↗685 | ↗688 |

Этнический состав в 2002
| Национальность | Численность | Процент |
| -------------- | ----------- | ------- |
| Ногайцы        | 267         | 45,5%   |
| Казахи         | 205         | 34,9%   |
| Татары         | 97          | 16,5%   |
| Русские        | 14          | 2,4%    |
| Чеченцы        | 4           | 0,7%    |
| Всего          | 587         | 100%    |

Этнический состав в 2010
| Национальность | Численность | Процент |
| -------------- | ----------- | ------- |
| Ногайцы        | 314         | 47,2%   |
| Казахи         | 278         | 41,8%   |
| Чеченцы        | 30          | 4,5%    |
| Татары         | 23          | 3,5%    |
| Русские        | 9           | 1,4%    |
| Уйгуры         | 4           | 0,6%    |
| Украинцы       | 4           | 0,6%    |
| Калмыки        | 3           | 0,5%    |
| Всего          | 665         | 100%    |